# 2025年7月下旬臺灣暴雨
2025年7月下旬臺灣豪雨是指2025年7月28日至8月4日因低壓帶與西南季風輻合產生劇烈降雨，低壓帶存續期間誕生多個熱帶氣旋，其中以竹節草颱風及柯羅莎颱風抬升西南氣流強風軸致引來後續所發生的自然災害，雲林、嘉義、台中、南投、台南、高雄、屏東等地區均曾多處傳出淹水。是次降雨事件共造成6人死亡、3人失蹤，並合計造成新台幣3億4910萬元的農業損失。

## 構成與預警
本段強度分級依交通部中央氣象署的標準敘述，「颱風」即強度被評級為輕度颱風以上的熱帶氣旋。
原減弱為低壓區的竹節草颱風於7月27日在琉球群島附近海面再度增強為熱帶性低氣壓，交通部中央氣象署預報員劉沛滕指該系統屬低壓帶的其中一部分，台灣受到低壓帶與西南風共同影響而天氣不穩定，並評估台灣中南部地區自當日晚間會出現明顯降雨。交通部中央氣象署隨後在28日下午2時啟動「大規模或較劇烈豪雨作業」，為同年丹娜絲颱風對臺灣造成影響後的第二次。天氣分析師廖于霆指出，竹節草颱風於當日晚間再度增強為颱風，並在前往中國大陸的路徑上，為台灣引進西南氣流，導致台灣西南部有比較明顯的強降雨。
交通部中央氣象局前局長鄭明典在7月29日指出，西南季風輻合在台灣山區受到微弱沉降區的影響因無法「越山」而開始有明顯的繞山運動，繞山運動加強近岸氣流的輻合，但所產生的主要強對流帶沒有往台灣陸地上移入。第一波的強降雨持續到7月31日因西南氣流的減弱而有所趨緩，交通部中央氣象署預報員趙竑指第二波的強降雨自8月1日因隨著柯羅莎颱風往北移動致台灣附近西南風增強而開始；鄭明典指出此波氣流明顯減弱並分成兩股，中心軸線仍會通過台灣。交通部中央氣象署預報員朱美霖表示此波強降雨尤以8月3日最為顯著，並預測隨著太平洋高壓逐漸西伸，台灣的天氣才會趨於穩定。
交通部中央氣象署最終在8月4日中午12時解除啟動「大規模或較劇烈豪雨作業」。

## 防災措施
薇帕颱風遠離後，中央災害應變中心調降為三級加強持續開設，為因應此次暴雨而再度提升為二級開設。中華民國總統賴清德視導中央災害應變中心後，特別指示行政院政務委員陳金德召集成立雲嘉南災後復原前進指揮，坐鎮災害應變。隨著強降雨的持續，行政院院長卓榮泰於8月2日晚上9時宣布中央災害應變中心提升為一級開設。中央災害應變中心統計在此次降雨事件中，共有多個縣市政府針對災區預防性撤離，累計撤離人數5925人。中央災害應變中心直至8月6日下午2時撤除，進駐單位回歸各部會應變機制，協助地方災後重建。

## 災害及影響

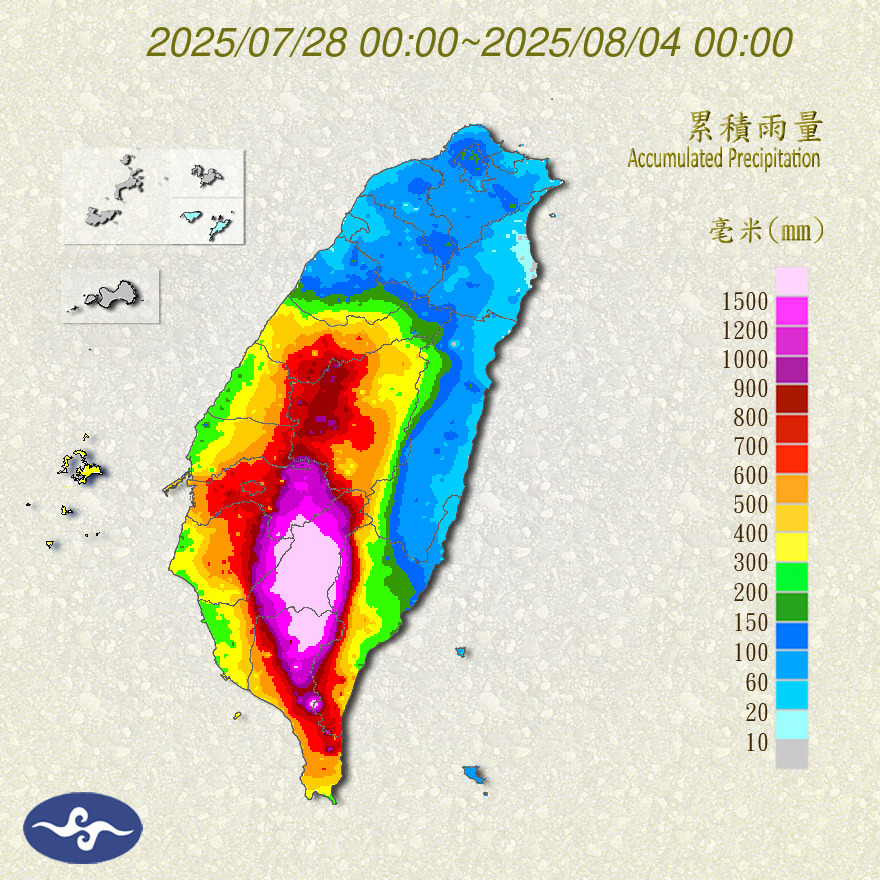
西南氣流在臺灣地區之總雨量圖（7月28日—8月3日）。

是次降雨總影響期間，高雄市茂林區的多納林道累積雨量高達2668毫米，而屏東神山則達2211毫米。而在此次影響中，台灣多個地區出現短延時強降雨，其中在台南永康測站創下歷史新高，台中測站則追平2012年蘇拉颱風的紀錄。台灣整合防災工程技術顧問公司總監賈新興則指出是次降雨的持續性僅次於1938年7月下旬至8月初的豪雨事件的歷史紀錄。而強降雨造成台中、台南、南投等地市中心及山區積、淹水，雲林及嘉義則有發生溪水暴漲而倒灌的情形。
經濟部水利署南區水資源分署在7月28日針對多個水庫調節性放水以因應此次降雨的雨勢，阿公店水庫則在洩洪後執行空庫排砂，以預留滯洪空間應變。是次降雨期間，曾文水庫及南化水庫的集水區累積雨量分別達1326.4毫米、1276毫米，而曾文水庫累積放水量已逾7.52億立方米，南化水庫累積放水量則逾2.48億立方米。
交通方面，交通部航港局在此次降雨事件初期便統計共有7條航線、53航次停航。松山機場在7月30日曾因雷雨而需暫停地面作業，而影響航班。澎湖機場於8月4日上午受天氣影響，航空能見度不佳而取消4航班，小港機場則因跑道破損取消3航班、延誤4航班。阿里山林業鐵路受此次降雨影響多日停駛，其支線自8月5日下午1時復駛，本線則於8月7日復駛；臺灣鐵路西部幹線嘉義站及林內站在此次降雨期間嚴重淹水，民雄至南靖間及斗六至二水間雙線亦因水淹軌面停駛。台灣高鐵則有發生台中站路段因降雨在橋墩產生的水痕而被誤認為龜裂的案件。
高雄市桃源區草水檢查哨附近廁所於7月30日晚間傳出一家五口墜谷意外，搜救員在翌日於台20線南橫公路81.1公里處尋獲2具遺體，仍有3人失蹤。高雄市旗山區有民眾在8月2日發現一部發動中機車倒在路旁，卻未見騎士身影，高雄市警察局林園分局在翌日獲報發現浮屍，經指紋比對為該機車的失蹤車主黃姓女子；雲林縣林內鄉1名71歲張姓老翁在8月2日亦因騎機車失控墜入排水溝而被溺斃；南投縣有一名57歲陳姓男子騎機車突破警方在南投市府南二路所拉起的封鎖線涉水通過，結果連人帶車衝入深水而滅頂身亡；嘉義縣53歲高姓婦人在8月3日跌落野溪，搜救員在婦人住家旁野溪下游約300公尺處的石縫中發現其已身亡。
慈濟基金會在丹娜絲颱風對臺灣造成影響後，仍持續為台灣西南部地區進駐協助當地房屋修繕及提供熱食，該會副總執行長林碧玉在是次降雨事件後親赴災區勘災；台灣世界展望會亦在第一時間進入屏東山區部落發放緊急避難包與家庭儲糧箱，以協助陷入物資短缺與生計中斷的困境的家庭。中華民國國防部亦在災後受地方政府請託，委由國軍第4、5作戰區昨日派遣陸軍4支部彈藥庫臺南丙型彈藥分庫、陸軍步兵257旅，及空軍第4聯隊等單位投入災後復原工作。

## 災後調查
交通部中央氣象署於8月4日發布此次降雨事件的總結報告，指針對是次降雨共發布了181則大雷雨即時訊息，其中有50次伴隨細胞廣播；交通部中央氣象署亦統計自1998年的氣象資料，為28年以來，連續7日測站最大日雨量200毫米。中華民國農業部則回報，截至8月6日下午5時，是次降雨事件所導致的農業損失約新臺幣3億4910萬元。中央災害應變中心表示，是次降雨事件期間自來水共停水8712戶，全臺曾停電57652戶。
台灣西南部自丹娜絲颱風開始，受低壓帶與西南風影響持續降雨，中華民國行政院院長卓榮泰表示原針對丹娜絲颱風的災後復原草擬中的「丹娜絲颱風災後復原重建特別條例」擴大適用範圍至此次降雨事件。交通部中央氣象署針對2025年7月的整體氣候發表重點回顧，指自丹娜絲颱風開始至此次降雨事件創下平地測站自1951年以來7月平均累積雨量最多、降雨日數次多、日照時數最少的歷史紀錄；其中，交通部中央氣象署臺灣南區氣象中心指7月在台南的日照時數僅有117.2小時，創下自1930年以來的最低紀錄。

## 延伸事件

### 排放廢水
臺中市政府環境保護局在7月31日獲民眾檢舉在文心路三段與北平二街口有粉紅色廢水排進入麻園頭溪，派員趕抵排水管時，水色已回復正常；高雄市政府環境保護局則獲報民眾檢舉仁武區北屋滯洪一帶的河水竟變成乳白牛奶色，經循線追查為建商排放清洗油漆刷的廢水污染大排。

### 災後謠言
民主進步黨籍新北市議員卓冠廷指一名中國國民黨支持者謝姓女子貼出「台南受災戶自行爬上屋頂、且有官員在旁冷眼旁觀」的影片內容，經核實為AI生成的影片且其仍不下架，進而向警方提出刑事告發；另有網友在Threads指立法委員邱議瑩在高雄災情慘重時出訪波蘭不去救災，邱議瑩對此公開勘災照片反駁並指該貼文是7年前的舊照片，隨後表示將對不實謠言採取法律行動。有網友在降雨期間，指稱台積電南科廠區也淹水，經南部科學園區管理局派員核查，僅發現外面的道路確實有積水，進而研判台積電廠區淹水的說法是謠言。